# 小林加工
もしかして
- 小林化工

ではありませんか？